# Заберізки
Забері́зки — село в Україні, у Козівській селищній громаді Тернопільського району Тернопільської області. Розташоване на заході району. До 2020 р. підпорядковане Конюхівській сільраді. 
Населення — 112 осіб (2001).

## Історія
12 червня 2020 року, відповідно до розпорядження Кабінету Міністрів України № 724-р «Про визначення адміністративних центрів та затвердження територій територіальних громад Тернопільської області» увійшло до складу Козівської селищної громади.
19 липня 2020 року, в результаті адміністративно-територіальної реформи та ліквідації Козівського району, село увійшло до складу Тернопільського району.

## Населення
Місцева говірка належить до наддністрянського говору південно-західного наріччя української мови.

### Мова
Розподіл населення за рідною мовою за даними перепису 2001 року:
| Мова       | Кількість | Відсоток |
| ---------- | --------- | -------- |
| українська | 112       | 100%     |

## Релігія
- церква Вознесіння Господнього (1992, кам'яна, УГКЦ).

## Соціальна сфера
Діє загальноосвітня школа І ступеня.

## Галерея

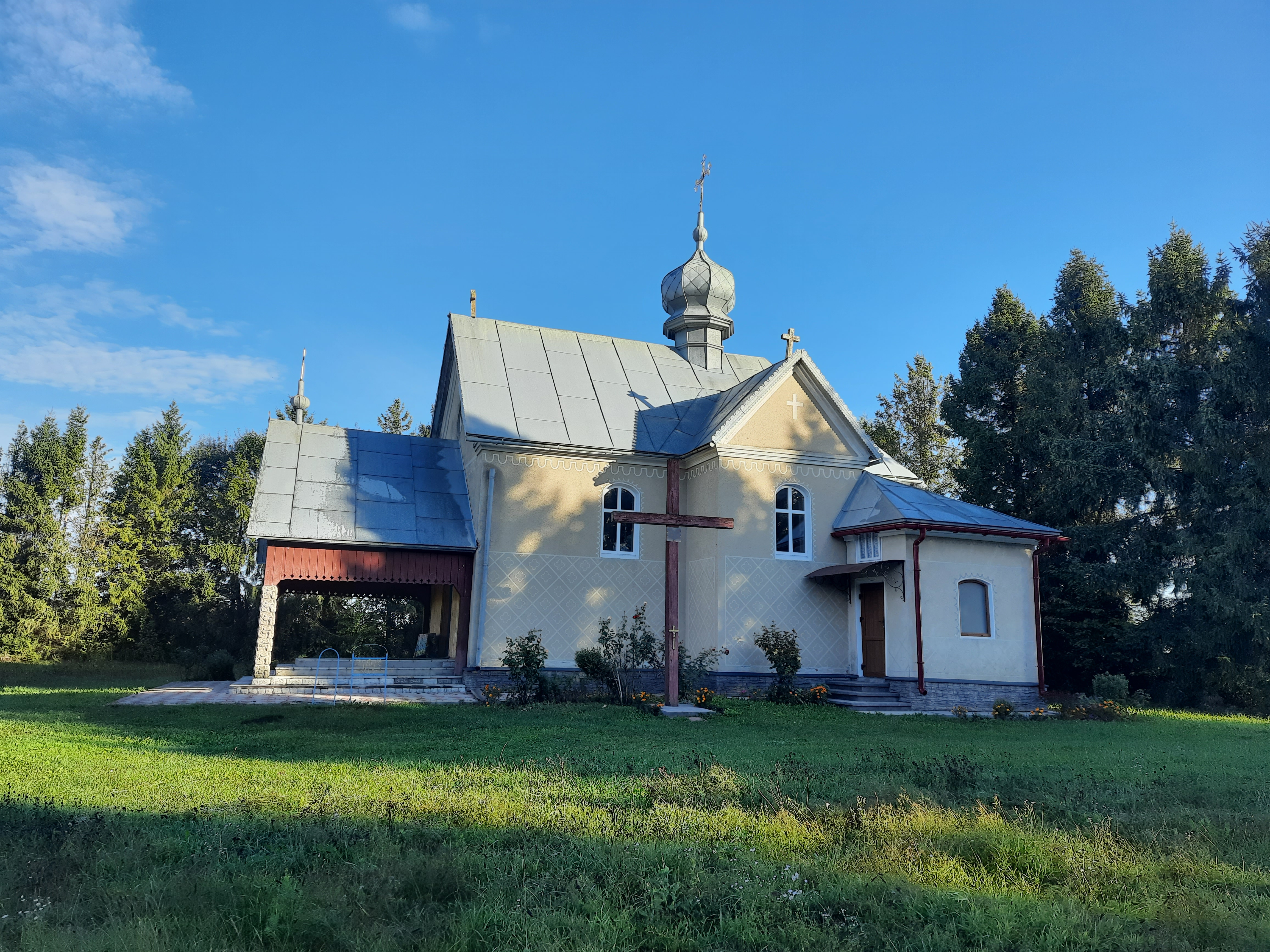
Церква Вознесіння Господнього
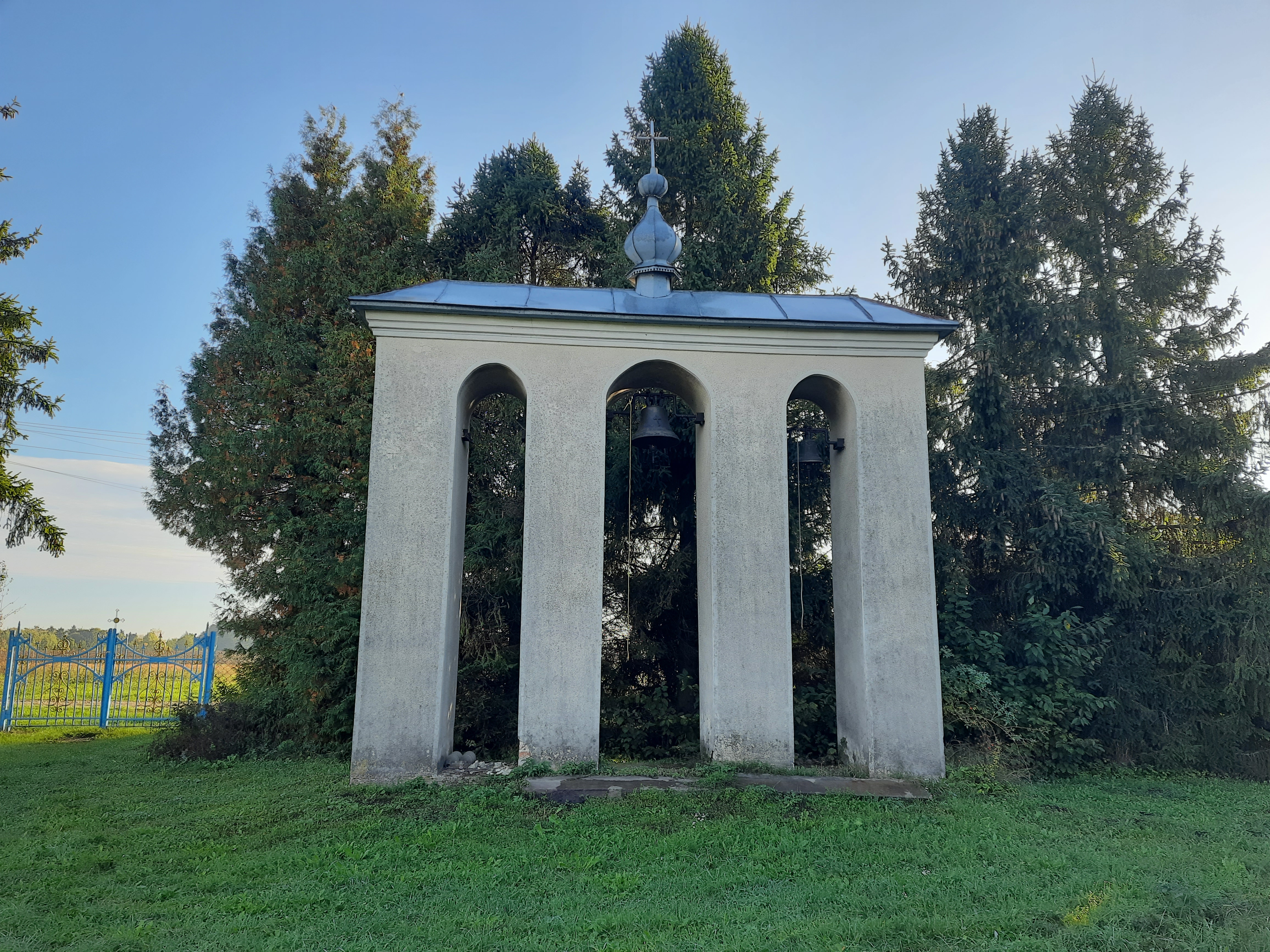
Дзвіниця церкви Вознесіння Господнього
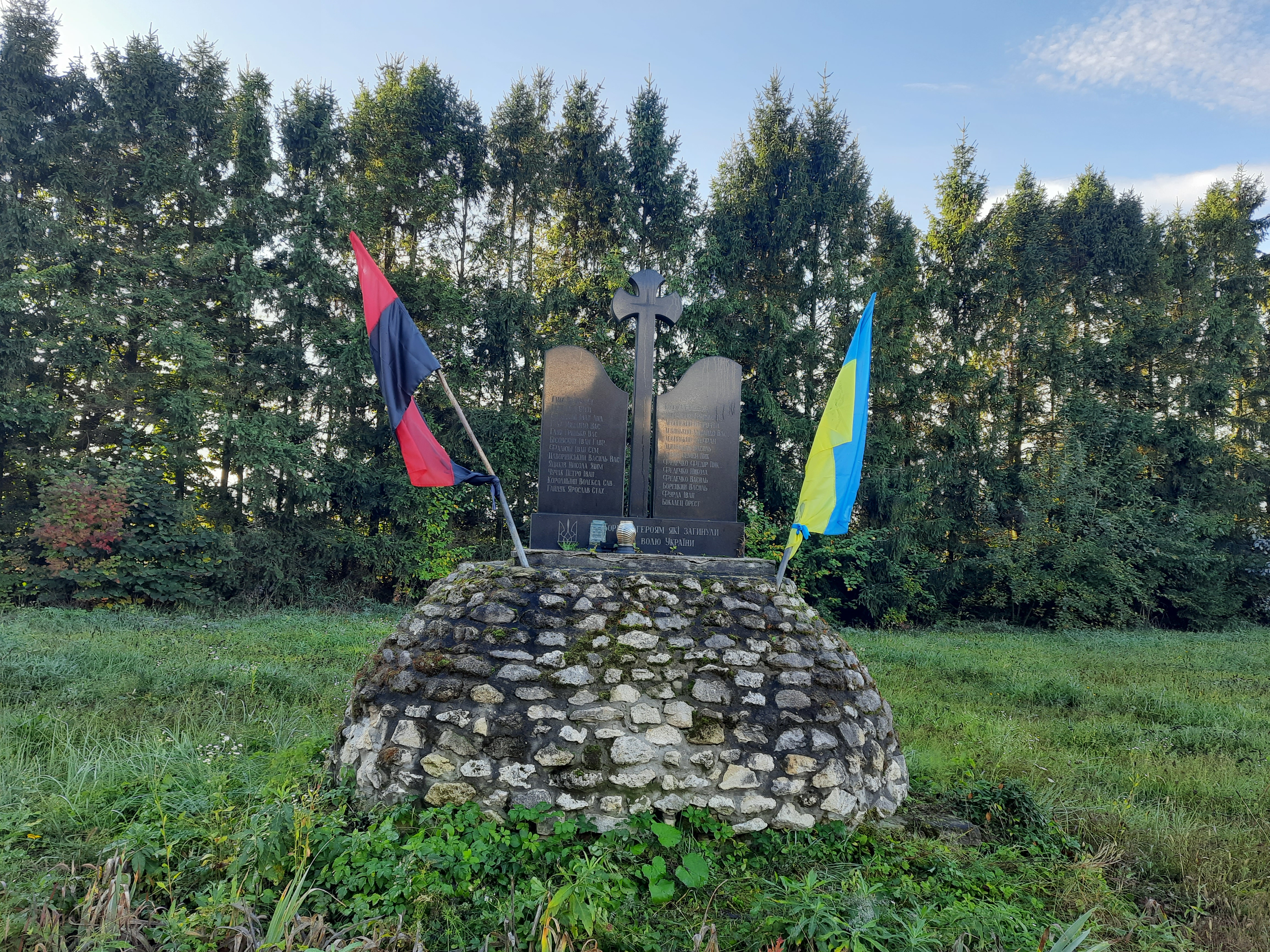
Пам'ятний знак Борцям заволю України
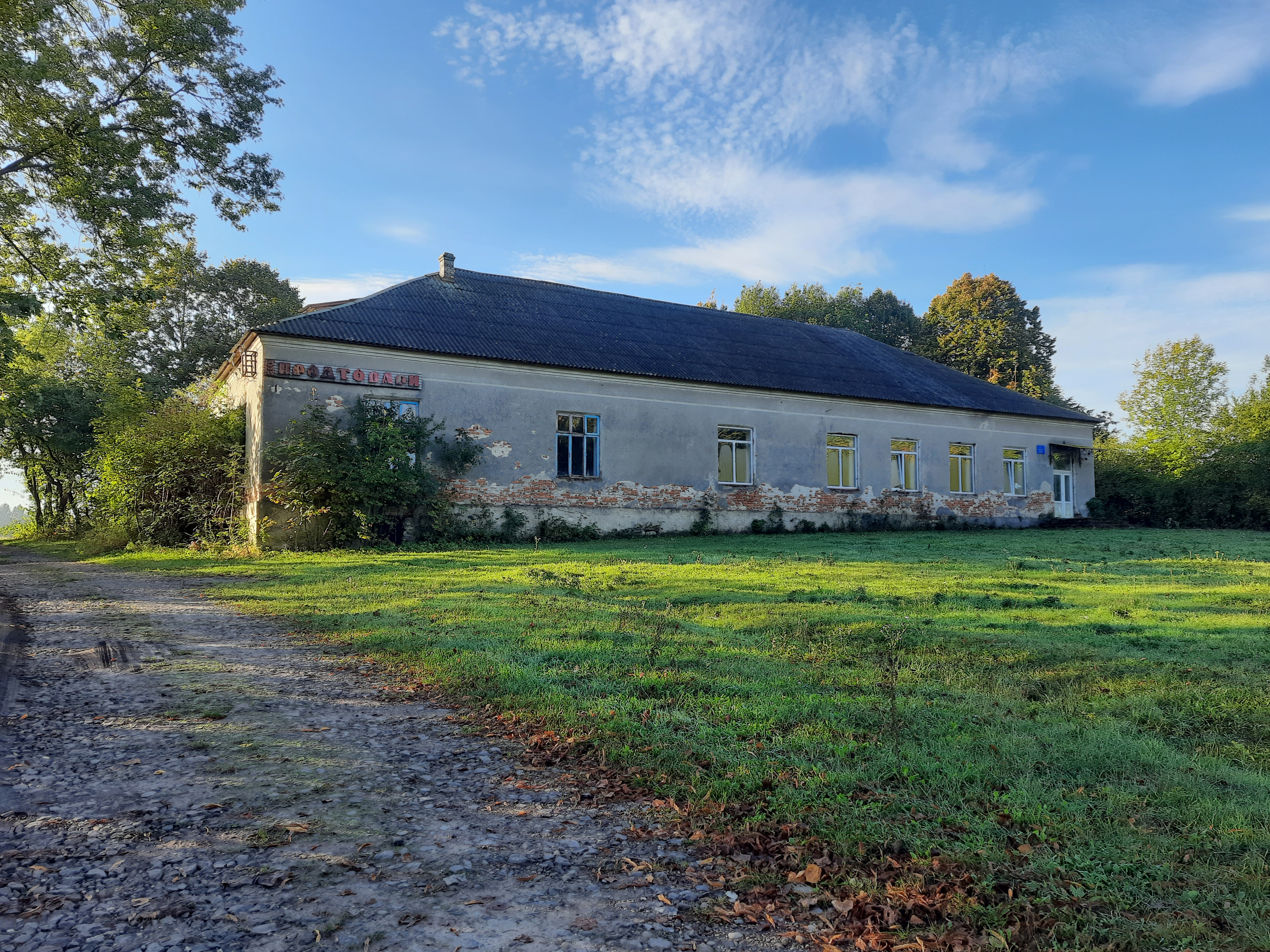
Крамниця
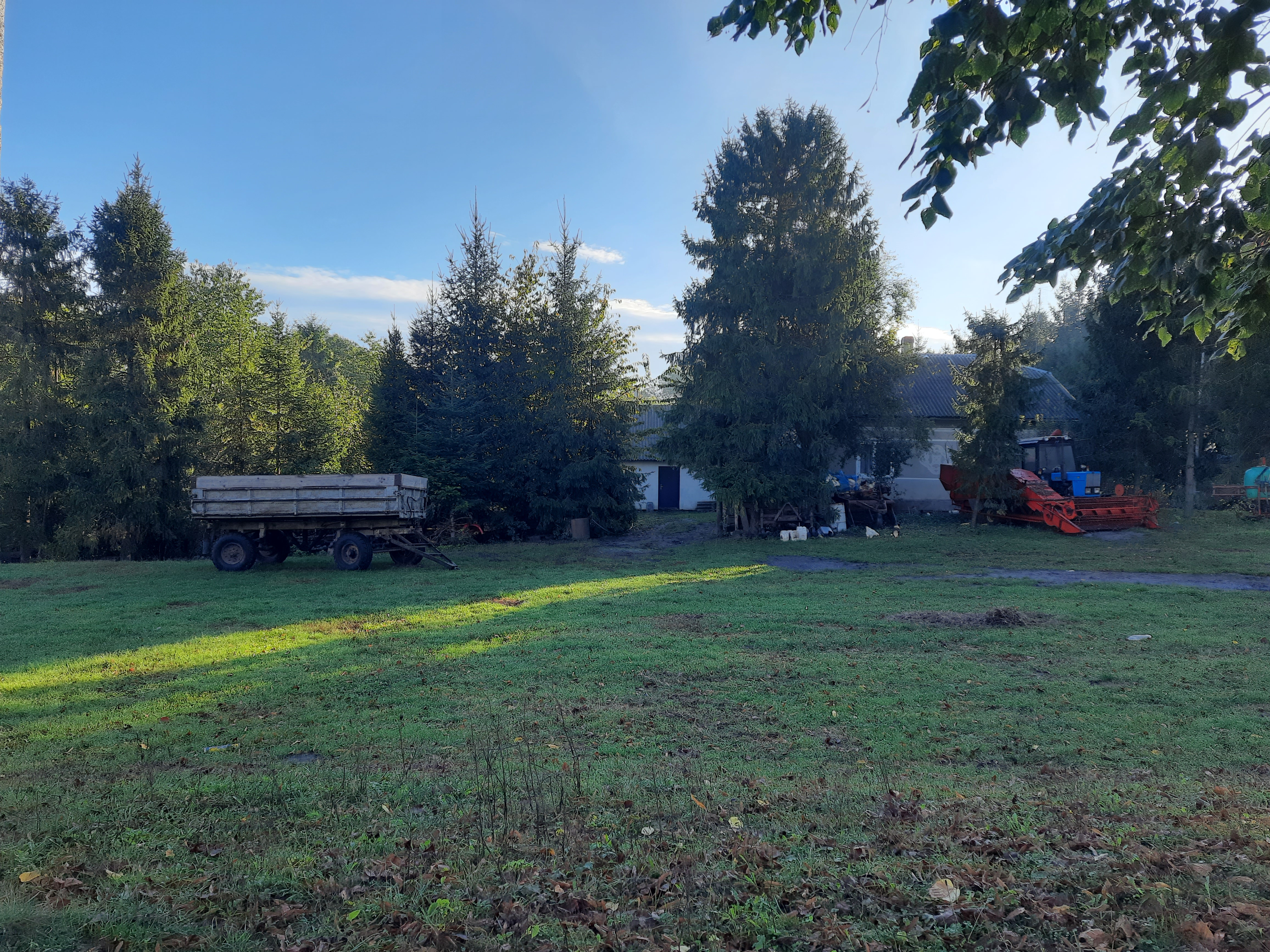
Сільський пейзаж